# Sukasari (Sarolangun)
Sukasari is een bestuurslaag in het regentschap Sarolangun van de provincie Jambi, Indonesië. Sukasari telt 6499 inwoners (volkstelling 2010).